# Tunnel sous la Tamise
Le tunnel sous la Tamise est un tunnel sous-fluvial passant sous la Tamise, à Londres. Il est large d'environ 11 mètres, haut d'environ 6 mètres et long d'environ 396 mètres.
Construit entre 1825 et 1843 grâce à la technique du tunnelier inventée peu de temps auparavant par le comte Thomas Cochrane et Marc Isambart Brunel, il est le premier tunnel connu à avoir été construit sous une rivière navigable.
D'abord prévu pour un trafic hippomobile, il est transformé en tunnel ferroviaire pour être intégré en 1869 à l'East London Railway, composante du métro de Londres à partir de 1933, puis du London Overground depuis 2011.
Il ne doit pas être confondu avec le tunnel de Rotherhithe (en), ouvrage routier situé à environ 500 mètres en aval, ni avec le tunnel pour piétons de Greenwich, qui relie la rive droite aux Docklands.

## Histoire

### Premier projet
En 1805, la Thames Archway Company fut constituée pour la construction d'un tunnel sous la Tamise entre Rotherhithe et Limehouse. Richard Trevithick, le célèbre ingénieur, fut engagé par l'entreprise pour construire ce tunnel. Pour ce faire, celui-ci engagea des mineurs de Cornouailles. En 1807, le chantier du tunnel rencontra un sous-sol friable et ébouleux et les conditions devinrent très difficiles et dangereuses. Finalement, le chantier fut abandonné après un peu plus de 1 000 pieds (305 mètres), et l'opinion d'experts dirigés par William Jessop fut qu'un tel projet était irréalisable .

### Relance de Marc Brunel
Marc Brunel avait déjà établi des plans pour un tunnel sous la rivière Neva, en Russie, mais le projet ne fut pas exécuté. En 1818, Marc Brunel déposa un brevet pour un système de tunnelier. C'était un bouclier renforcé de fonte dans lequel les mineurs travaillaient dans des compartiments séparés, creusant le tunnel de face. De temps en temps, le bouclier était avancé par grandes étapes, tandis que les parois du tunnel déjà creusé en arrière étaient recouvertes d'un revêtement constitué d'anneaux de fonte. Dans ses lettres, Brunel explique avoir trouvé son inspiration dans la manière d'opérer du taret, Teredo navalis, qui a la tête protégée par une coquille lorsqu'il fore le bois des navires. L'invention de Brunel servit de base pour les boucliers utilisés pour le creusement du métro de Londres et de nombreux autres tunnels. Brunel était si convaincu qu'il pourrait utiliser un tel tunnelier pour creuser un tunnel sous la Tamise qu'il écrivit à toutes les personnes d'influence qui pourraient être intéressées. Enfin, en février 1824, une réunion eut lieu et 2 128 actions de 50 livres chacune furent souscrites. En juin 1824, la Thames Tunnel Company fut constituée. Le tunnel était prévu pour le trafic hippomobile.

### Construction
Les travaux commencèrent en février 1825, et consistèrent à creuser un puits vertical de cinquante pieds (15,2 m) de diamètre sur la rive de Rotherhithe. Cela fut réalisé par la construction d'un anneau de métal d'un diamètre de cinquante pieds, sur lequel fut construite une tour circulaire de brique. Comme la tour gagnait en hauteur, son poids enfonçait l'anneau dans le sol, tandis que des ouvriers retiraient la terre sous et au centre de l'anneau. Ce puits vertical fut achevé en novembre 1825 et le tunnelier, qui avait été fabriqué à Lambeth par les usines d'Henry Maudslay, fut ensuite assemblé au fond. Maudslay fournit également les pompes à vapeur pour l'évacuation des eaux d'infiltration.

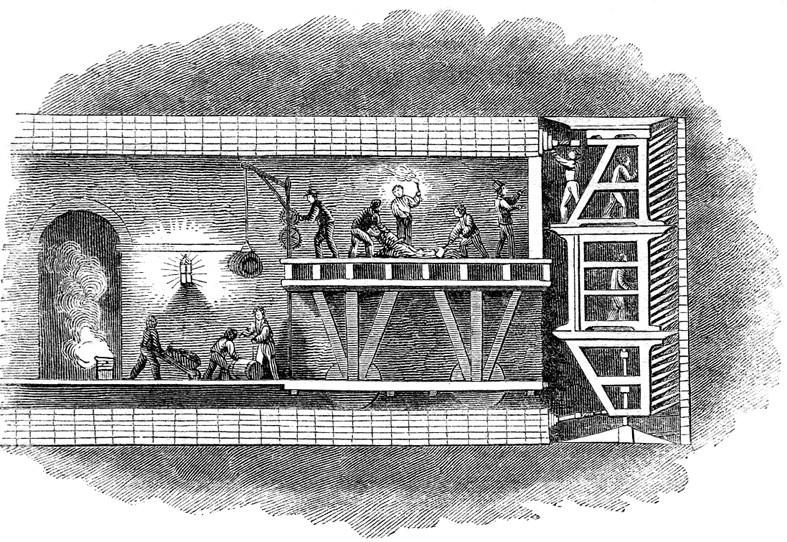
Le tunnelier inventé par Marc Brunel, durant la construction.

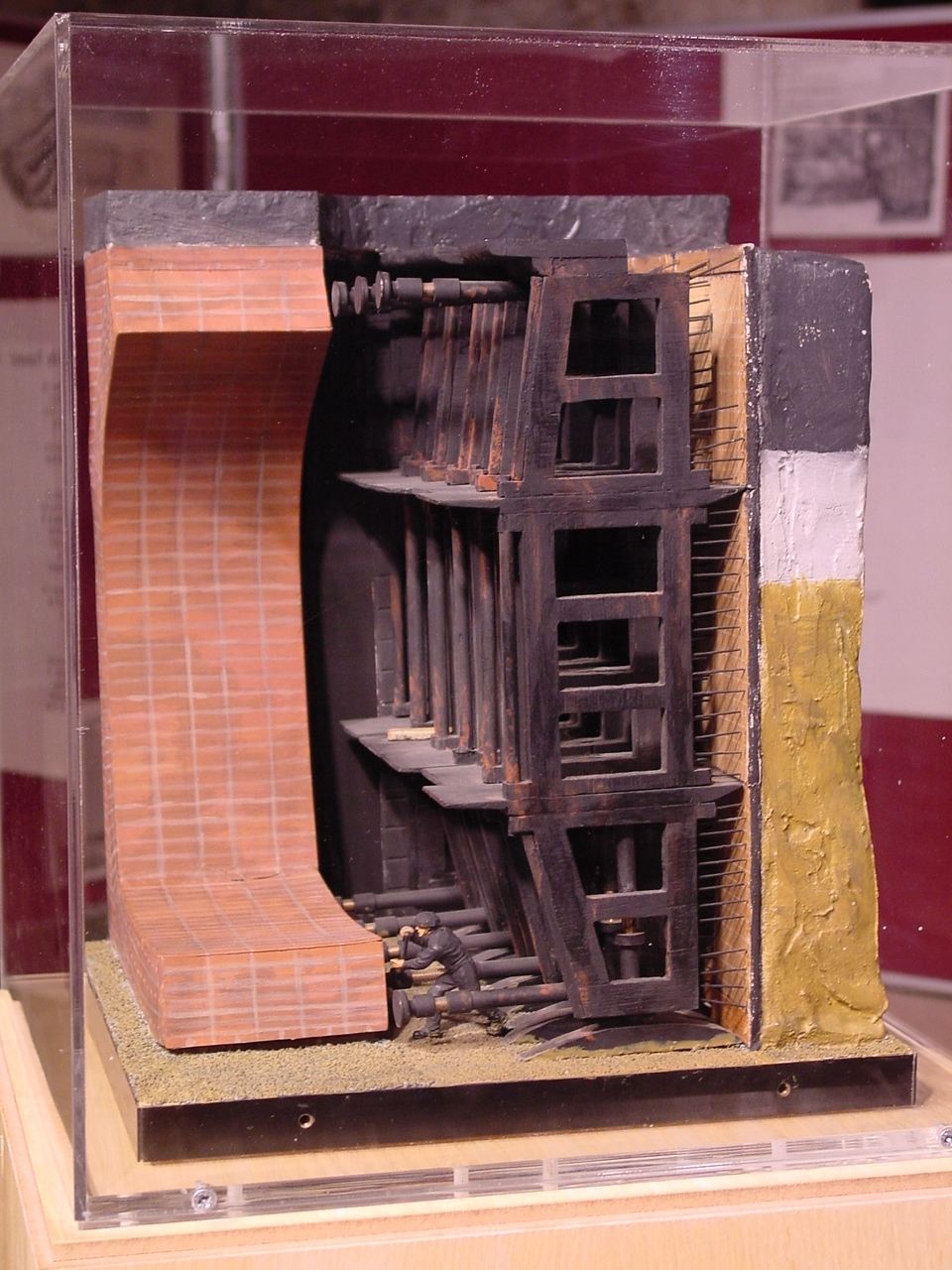
Modèle du tunnelier au musée Brunel de Rotherhithe.

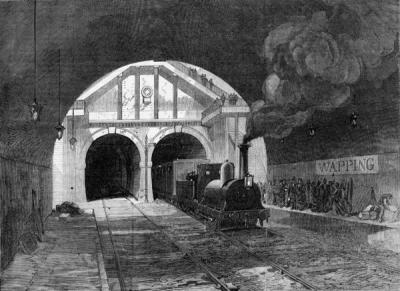
Un train sort du tunnel à Wapping, en 1870.

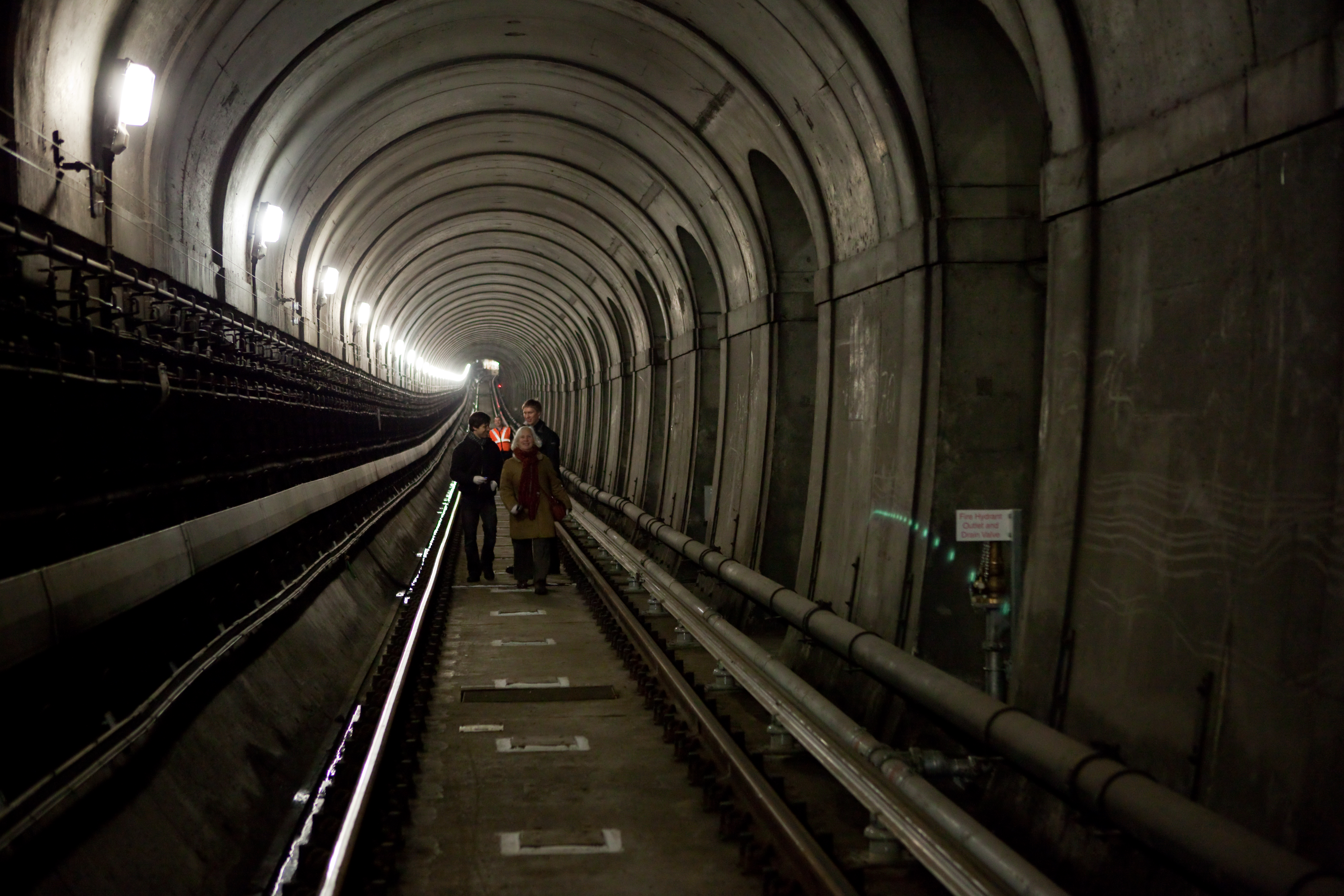
Une visite du tunnel, en 2010.

Le bouclier, de section rectangulaire, se composait de douze cadres placés côte à côte, chacun d'eux pouvant être avancé indépendamment des autres. Chaque cadre contenait trois compartiments superposés, chacun assez grand pour un homme creusant le tunnel de face, de sorte que tout le bouclier pouvait accueillir 36 mineurs. Lorsqu'une masse suffisante de matériaux était retirée du front du tunnel, le bouclier pouvait être déplacé en avant par grandes étapes. En même temps que l'ensemble du bouclier avançait, des maçons suivaient, tapissant les parois du tunnel. Sept millions et demi de briques furent nécessaires pour accomplir ce travail.
Marc Brunel était assisté dans son travail par son fils Isambard, qui avait 18 ans. Il avait prévu que le tunnel ne passerait pas à plus de quatorze pieds au-dessous du lit de la rivière à son point le plus bas. Cela fut la cause de difficultés par la suite. Un autre problème qui a entravé Marc Brunel est que William Smith, le président de la société, estimait que le bouclier était un luxe inutile, et que le tunnel pourrait être fait à moindre coût par les méthodes traditionnelles. Il voulait remplacer Marc Brunel comme ingénieur en chef et essayait constamment de saper sa position. Heureusement, le bouclier s'est rapidement révélé un succès évident aux yeux de tous. Au cours des travaux, Marc Brunel et son assistant ingénieur eurent à souffrir de problèmes de santé et Isambard eut à supporter toute la charge des travaux.
Il y a eu plusieurs cas d'inondation dans le front du tunnel en raison de sa proximité avec le lit du fleuve et, en mai 1827, il fut nécessaire de boucher un énorme trou apparu dans le lit du fleuve. De plus, les ressources de la Thames Tunnel Company commencèrent à s'épuiser et malgré les efforts déployés pour recueillir plus d'argent, le chantier fut interrompu en août 1828. Marc Brunel démissionna de son poste, ulcéré par l'opposition continuelle du président. Il entreprit divers projets de génie civil, notamment en aidant son fils Isambard dans la conception du Clifton Suspension Bridge.
En mars 1832, William Smith dut quitter son poste de président de la Thames Tunnel Company. Il avait été une épine dans le pied pour Marc Brunel tout au long du projet. En 1834, le gouvernement consentit un prêt de 246 000 £ à la compagnie. L'ancien bouclier de 80 tonnes fut remplacé par un nouveau de 140 tonnes, composé de 9 000 pièces qui durent être montées en sous-sol. Les travaux reprirent donc, mais ont eu encore à subir des inondations qui dépassaient les possibilités des pompes. Beaucoup de mineurs furent durement touchés par l'afflux constant d'eau polluée, et le taux de maladie était élevé. Comme le tunnel approchait de la rive de Wapping, on entreprit la construction d'un puits vertical semblable à celui de Rotherhithe. Les travaux commencèrent en 1840 et durèrent treize mois.

### Fin et inauguration
Le tunnel sous la Tamise atteignit la rive de Wapping le 1er août 1842. Il ouvrit enfin officiellement le 25 mars 1843. Dans les quinze premières semaines de l'ouverture, un million de personnes vinrent visiter l'ouvrage. Le 26 juillet 1843, la reine Victoria et le prince Albert visitèrent le tunnel. Bien que destiné à supporter le trafic hippomobile, le tunnel resta ouvert aux seuls piétons.
En 1865, la compagnie de chemin de fer East London Railway Company racheta le tunnel pour 200 000 £.
Bien que conçu à l'origine pour le seul usage des piétons, le tunnel fut transformé en 1869 pour accueillir la circulation du chemin de fer. En 1933, il est incorporé à la ligne de l'East London du métro de Londres, entre les stations Rotherhithe et Wapping.
Le tunnel a été fermé en décembre 2007 pour être converti aux normes du London Overground et fut rouvert le 27 avril 2010. Le bâtiment qui contenait les pompes historiques a été sauvé de la démolition dans les années 1970 par des bénévoles et inscrit en vue de sa conservation définitive en tant que Scheduled Ancient Monument : il abrite dorénavant le Brunel Museum (en), qui offre des informations non seulement sur le tunnel sous la Tamise, mais aussi sur les réalisations des Brunel, père et fils.
Le Thames Tunnel est ouvert au public chaque année au cours du mois de septembre, dans le cadre du week-end de l'Open House London. Des rames de trains gratuits circulant au pas permettent d'observer au mieux l'ensemble de la structure, depuis la station de métro Rotherhithe.
L'entrée piétonnière du tunnel a été aménagée en salle de concert en 2015.

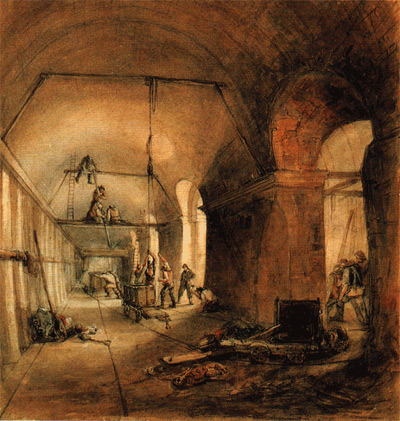
Thames Tunnel en travaux, 1830.
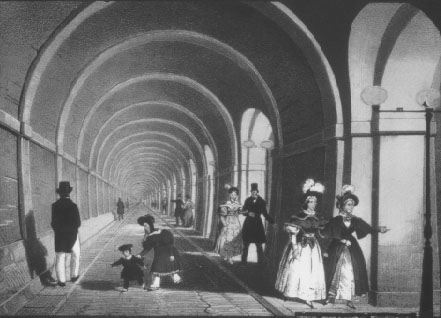
Thames Tunnel, réservé aux piétons avant 1869.
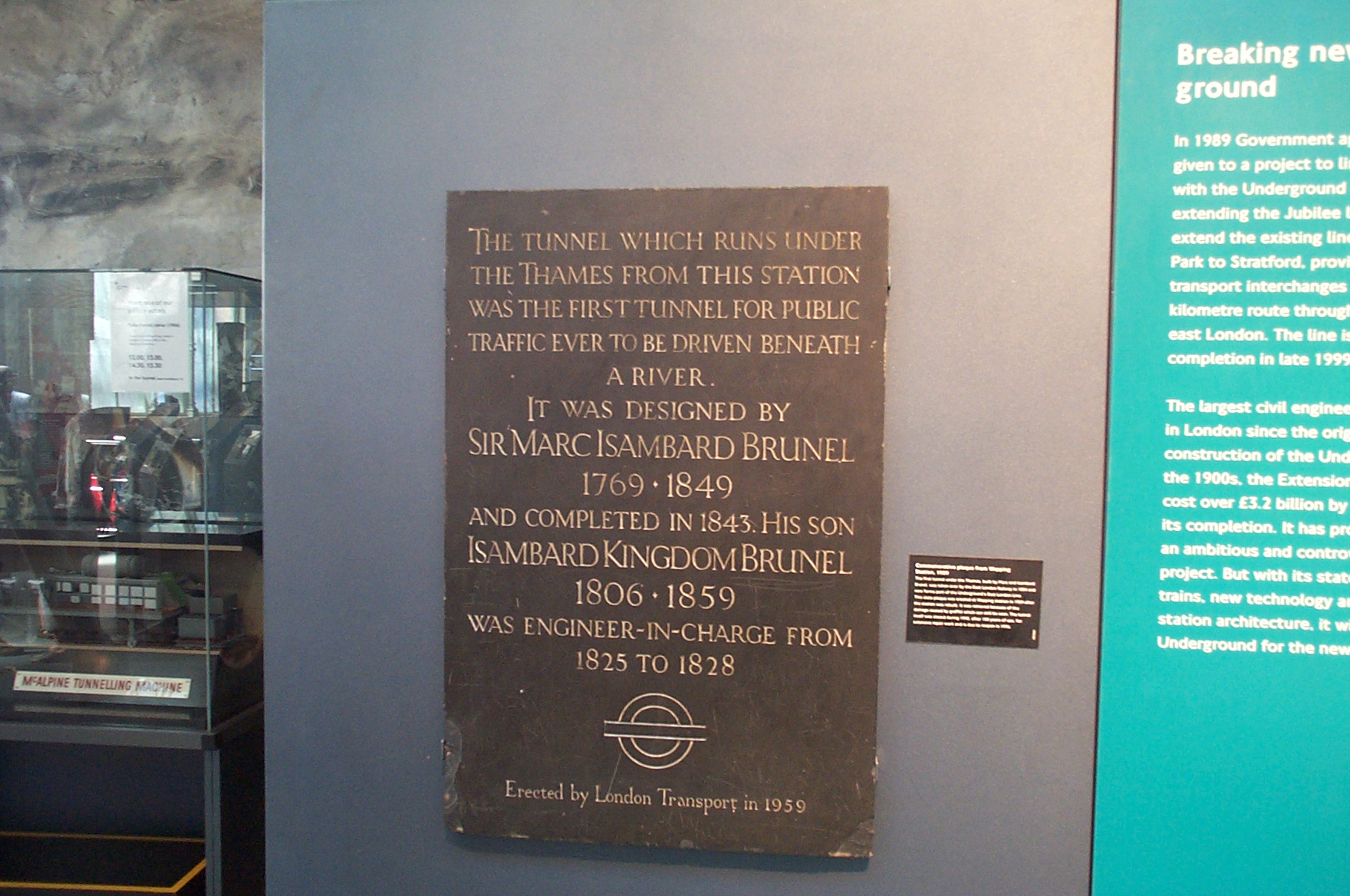
Plaque commémorant les Brunel père et fils, à l'entrée du tunnel.